# 아미르 호스로우

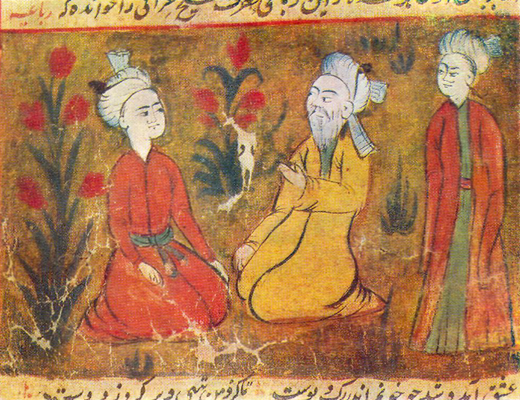

아미르 호스로우(1253년~1325년, 페르시아어: امیر خسرو دهلوی)는 인도 중세의 페르시아어 시인이다.
인도에 이주한 터키계 군인을 부친으로 북인도에서 태어나 델리의 술탄을 섬긴 궁정시인으로 '인도의 앵무(鸚鵡)'라 불리었다. 매우 다작이었고 대표작에는 니자미를 모방하여 읊은 <호스로우와 시린> 등의 이야기를 테마로 한 5부작을 비롯하여 역사시(歷史詩)도 많고 또 그 사료적(史料的) 가치도 높다. 산문 작품은 주로 역사와 신비주의에 관한 것이다.

## 같이 보기
- 인도 문학